# تای تای (جورجیا)
تای تای، جورجیا (به انگلیسی: Ty Ty, Georgia) یک شهر در ایالات متحده آمریکا با جمعیت ۷۱۶ نفر است که در جورجیا واقع شده‌است.